# Separation (Verhalten)
Separation (lat. separare: „absondern“) ist ein Verhalten, das in natürlichen Schwärmen auftritt. Es bewirkt, dass die einzelnen Individuen des Schwarms Abstand zueinander einhalten und bildet somit den Gegensatz zum Kohäsionsverhalten (engl. cohesion: „Zusammenhalt“).
Wissenschaftler, wie Craig Reynolds, die natürliches Schwarmverhalten analysierten, um es am Computer zu modellieren, kamen dabei zu dem Schluss, dass das Phänomen durch drei grundlegende Regeln beschrieben werden kann, die von jedem Individuum beachtet werden und auf Schwarmebene ein emergentes Verhalten erzeugen:
- Bewege dich in Richtung des Mittelpunkts derer, die du in deinem Umfeld siehst (Kohäsion).
- Bewege dich weg, sobald dir jemand zu nahe kommt (Separation).
- Bewege dich in etwa in dieselbe Richtung wie deine Nachbarn (Alignment).

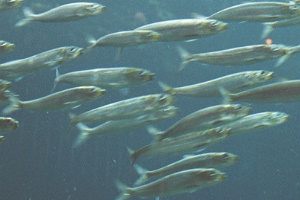
Sardinenschwarm im Pazifik

## Einflüsse
Das Separationsverhalten eines Individuums wird von seinem Sichtbereich und seinen Gehirnkapazitäten beschränkt. So können sich Menschen, die sich durch überfüllte Fußgängerzonen bewegen, auf mehr Ziele konzentrieren, als die meisten Vögel, die sich in großen Schwärmen bewegen.